# Radomír Chýlek
Radomír Chýlek (* 26. března 1967 Čeladná) je bývalý český fotbalista, útočník, reprezentant Československa. Za československou reprezentaci nastoupil 1. 5. 1991 v kvalifikačním utkání ME 1992 v Albánii.Hrál také v sezoně 1984-1986 za VOKD Poruba. Vojenskou službu absolvoval a hrál za VTJ Tábor a ČH Bratislava (1987-1988), Baník Ostrava (1988-1993) Petru Drnovice (1993-1994) a Železárny Třinec (1995-1998). V Německu hrál za SSV Ulm. V lize odehrál 129 utkání a dal 25 gólů. V současné době trénuje mládež v Kozlovicích.